# Aristoteles Atheniense
Aristoteles Dutra de Araújo Atheniense (Rio Novo, 1 de fevereiro de 1936 - Belo Horizonte, 3 de julho de 2020) foi um advogado, professor e jurista brasileiro.

## Biografia
Nascido em 1936, foi o primogênito de três filhos, sendo os pais Lafayette Dutra Atheniense, advogado, promotor de justiça e juiz de direito, e Conceição Dutra de Araújo Atheniense. Aos onze anos, ingressou no Instituto Granbery de Juiz de Fora, transferindo-se dois anos depois para o Ginásio Municipal de Rio Novo, onde foi escolhido como orador da turma.
Aristoteles Atheniense formou-se no curso de Direito da Universidade Federal de Minas Gerais (UFMG) em 1959.  No mesmo ano, deu início às atividades de seu escritório, que, em 1983, foi convertido na sociedade Aristoteles Atheniense Advogados, atuando, prioritariamente, em segunda instância em Belo Horizonte e nos Tribunais Superiores, em Brasília.
Foi presidente da seccional mineira por dois mandatos (1979 a 1983) também foi Secretário Geral do Conselho Federal (1993/1995) além disso, também foi vice-presidente nacional da Ordem dos Advogados do Brasil de 2004 a 2007. Também ocupou o cargos de presidente da Comissão de Relações Internacionais do Conselho Federal da OAB (2007/10) e de conselheiro Federal da OAB de Minas Gerais em quatro mandatos (1991/93; 1993/95; 2004/07; 2007/10).
Ademais, foi professor de direito na Pontifícia Universidade Católica de Minas Gerais (PUC-MG). Foi um dos advogados mais respeitados do meio advocatício mineiro.
Recebeu o título de Cidadão Honorário de Belo Horizonte, Uberaba, Salinas e Pitangui. No ano de 2010, recebeu a comenda “Advogado do Ano” do Instituto dos Advogados de Minas Gerais (IAMG), como reconhecimento pelos cinquenta anos de exercício da advocacia. Em 2012, foi homenageado com a obra “Advocacia nos Tribunais”, organizado pelas advogadas Maria Fernanda Pires de Carvalho Pereira e Raquel Dias da Silveira, pelo meio século de atividade exercida. O livro reuniu textos de trinta juristas de renome, relacionados ao processo civil.
Em 2019, recebeu a “Medalha Desembargador Hélio Costa”, comenda conferida pelo Tribunal de Justiça de Minas Gerais às pessoas que tenham prestado relevantes serviços ao Poder Judiciário local.

## Morte

### Morte
Aristoteles Atheniense faleceu em 3 de julho de 2020, aos 84 anos, em decorrência da COVID-19.

### Homenagens
No dia 25 de novembro de 2020, no bairro das Mangabeiras, a praça Dimas Perrin recebeu um busto de Atheniense. A peça foi esculpida por Gyldon de Araújo. A praça em que o busto encontra-se passará por um processo de restauração.

## Vida pessoal
Atheniense foi casado com Maria Elizabeth Rodrigues Atheniense, com quem teve quatro filhos: os também advogados Alexandre Atheniense e Luciana Atheniense, além de Denise e Elisa.

## Publicações
- “A boa-fé como princípio e maneira de ser” in Advocacia & Ética , Editora Del Rey, 2017.[15]
- “Sobral Pinto, O Advogado”, Editora Del Rey, 2003.[16]
- “A Suspensão da Liminar no Mandado de Segurança” in Mandados de Segurança e de Injunção, Editora Saraiva, 1990.[17]